# Mohammad Taghi Hajiaghayi
Mohammad Taghi Hajiaghayi (en persan : محمد تقی‌ حاجی آقائی), né en 1979 à Qazvin (Iran) est un informaticien théoricien  qui travaille en algorithmique, théorie des jeux, sur les réseaux sociaux et le big data. Il est professeur à l'université du Maryland.

## Biographie
Mohammad Hajiaghayi suit l'enseignement secondaire à la Shahid Babaee High School (Qazvin Sampad) (en) de l'Organisation nationale pour le développement des talents exceptionnels (NODET).
Il obtient une médaille d'argent aux Olympiades internationales d'informatique en 1997. En 2000, il obtient son BSc en informatique à l'université de technologie de Sharif, en 2001 son MSc en informatique à l'University of Waterloo, et un PhD en mathématiques appliquées et informatique au Massachusetts Institute of Technology en 2005 sous la supervision d'Erik Demaine et F. Thomson Leighton (en) avec une thèse intitulée « The Bidimensionality Theory and Its Algorithmic Applications »
Mohammad Hajiaghayi est post-doc à la Carnegie Mellon School of Computer Science (en) et au MIT Computer Science and Artificial Intelligence Laboratory. Il devient professeur assistant à l'université du Maryland en 2010, professeur associé en 2012 et professeur titulaire en 2016 sur la chaire Jack and Rita G. Minker.

## Travaux
Mohammad Hajiaghayi s'intéresse à l'algorithmique, la théorie des jeux, les réseaux sociaux, la théorie des graphes, et le big data,,. Plus précisément, il travaille sur les algorithmes d'approximation, la complexité paramétrée, théorie algorithmique des jeux, théorie algorithmique des graphes, les algorithmes online, et les algorithmes de fouille de flots de données. Il a travaillé sur la bidimensionnalité (en),.

## Prix et distinctions
Hajiaghayi a reçu :
- le National Science Foundation CAREER Awards (en) (2010)[5],
- le Office of Naval Research Young Investigator Award (2011)[8],
- le Graduate Faculty Mentor of the Year Award (2015) de l'université du Maryland[9]
- des Google Faculty Research Awards (2010 & 2014)[10]. Avec ses coauteurs Erik Demaine, Fiodor Fomine et Dimitrios Thilikos, il a été lauréat 2015 du Prix IPEC Nerode  de l'European Association for Theoretical Computer Science[11].